# Stafelalp

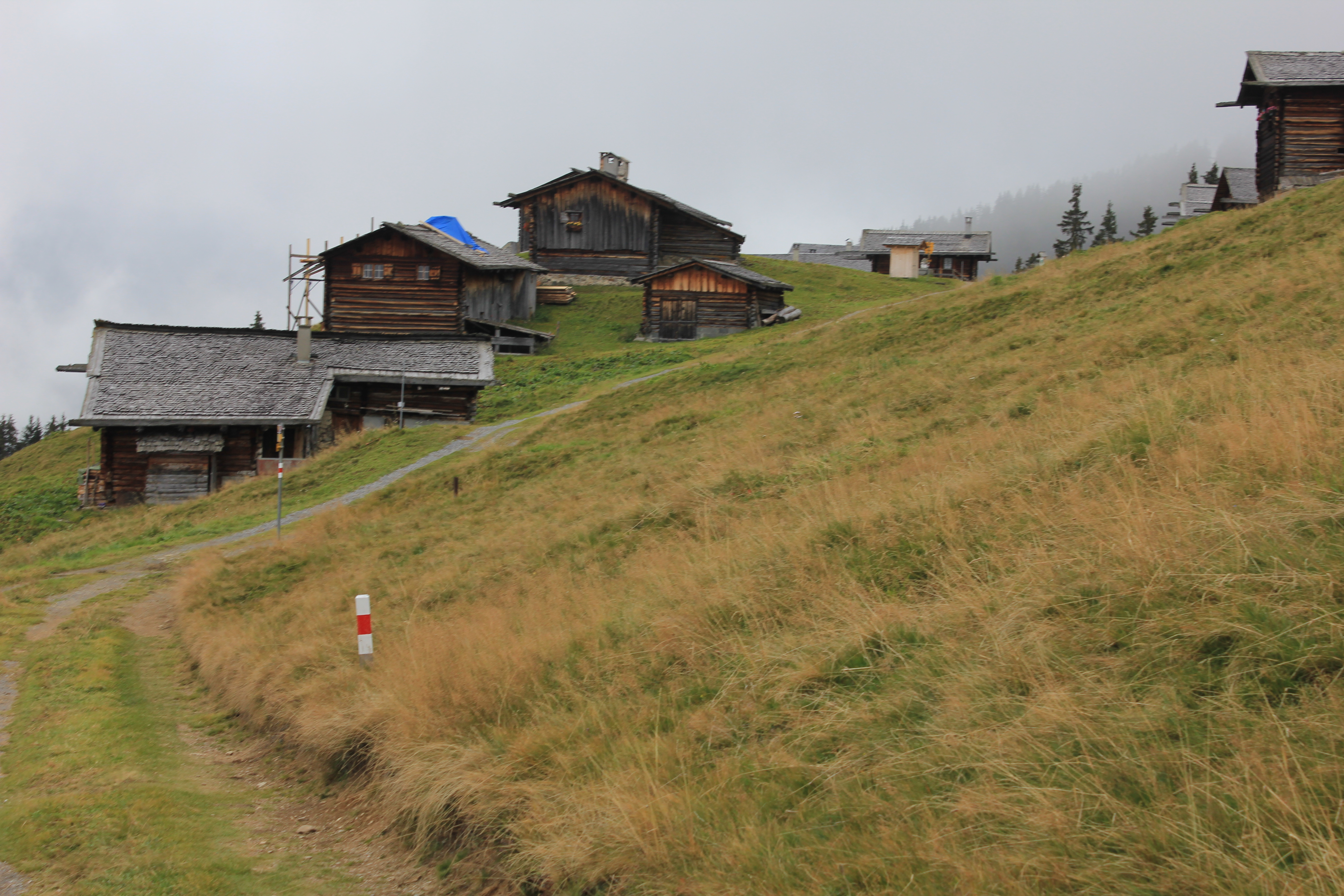
Stafelalp (2016)

Die Stafelalp ist eine Alp oberhalb von Davos im schweizerischen Kanton Graubünden. Sie liegt auf 1900 m ü. M. Auf der Alp stehen vierzehn Wohnhütten und zwei kleine Ställe. Eine Alpgenossenschaft, bestehend aus alteingesessenen Geschlechtern der Fraktion Davos Frauenkirch, bewirtschaftet die Weiden und Bauten. Durch verschiedene Werke des Malers Ernst Ludwig Kirchner ist die Stafelalp berühmt geworden.

## Geschichte
Ende des 13. Jahrhunderts wurde die Gegend um Frauenkirch von den Walsern besiedelt. Die Existenz der Alp als Sömmerungsort des Viehs kann mindestens bis ins frühe 15. Jahrhundert zurückverfolgt werden. Der Name Stafel bezieht sich sowohl auf den Besammlungsplatz der Kühe als auch auf die Bauart der Wohnhütten, die sich ebenfalls Stafel nennt. Im Erdgeschoss eines Stafels befinden sich Viehstallungen, darüber die Wohn- und Schlafräume der Bauern und ihrer Helfer. Der Begriff des «Stafels» kommt aus dem Romanischen (aus lateinisch stabulum ‚Stall‘) und bedeutet Alpenweide.
Die älteste der bestehenden Wohnhütten, die Müller-Hütte, dürfte, gemäss einer Türinschrift am Eingang zum Milchkeller, aus dem Jahr 1644 stammen. Die weiteren Wohnhütten datieren aus den Jahren 1790 bis 1838. Die jüngsten Hütten entstanden zwischen 1908 und 1931, während eine baufällig gewordene Hütte vor 1930 abgebrochen worden ist. Jede dieser Hütten ist mit einem der entsprechenden Familie zugehörigen Hauszeichen versehen.

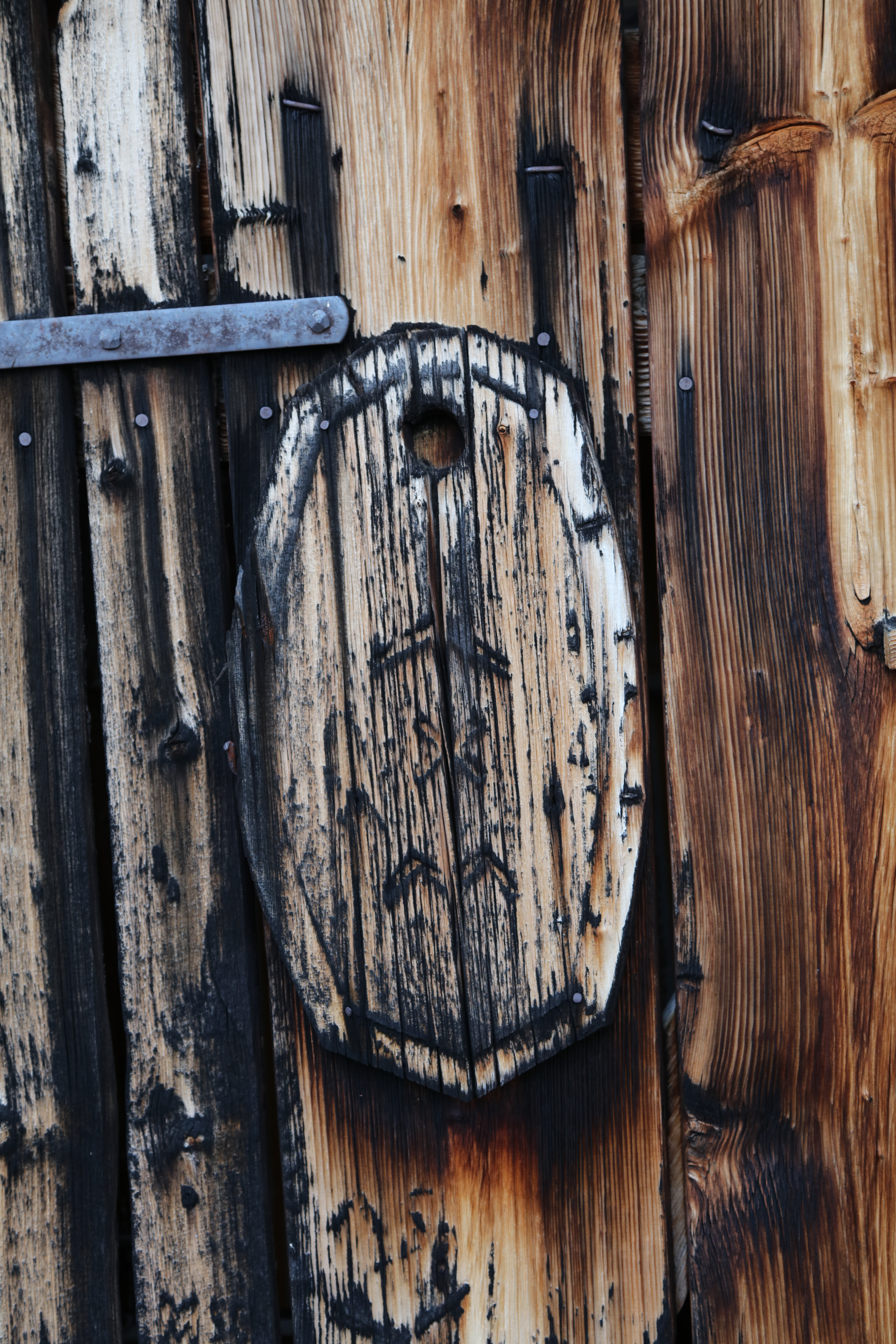
Hauszeichen an der von Kirchner zeitweise bewohnten Hütte

1881 erhielt die Stafelalp eine zentrale Sennerei zur Käseherstellung. Davor wurde in den einzelnen Häusern Käse hergestellt. Für eine bessere Erreichbarkeit der Alp von Frauenkirch aus wurde der Fussweg 1908 zu einer Fahrstrasse ausgebaut. Die Strasse trug dazu bei, dass die Genossenschaft ihre Milch mit einem Pferdefuhrwerk täglich in die Molkerei nach Davos liefern konnte. Die Sennerei wurde dadurch nur noch selten zur Käseherstellung genutzt und ab 1922 ganz eingestellt.

## Kirchner auf der Stafelalp

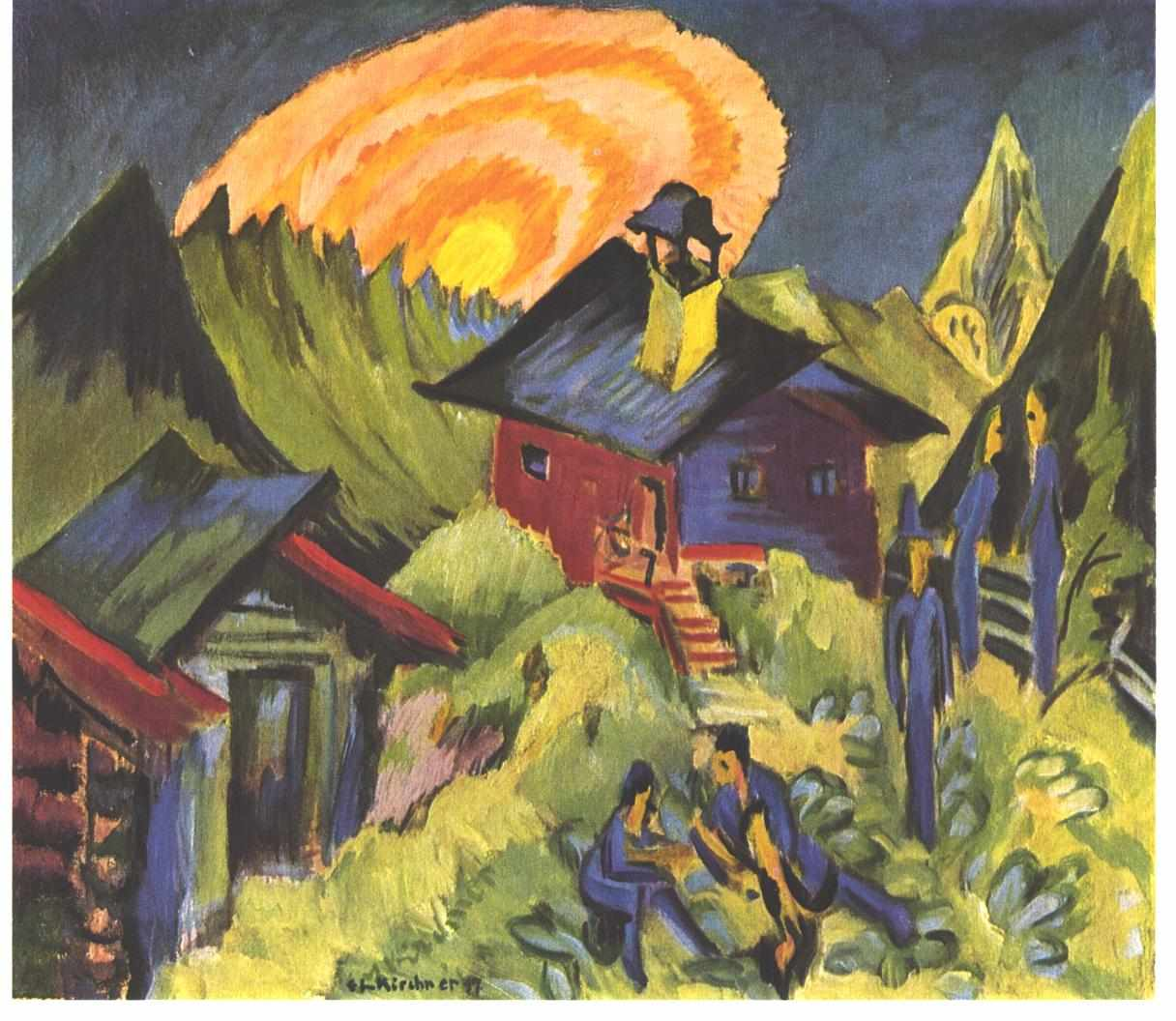
Mondaufgang auf der Stafelalp, Öl auf Leinwand, 1917.

Während seines ersten längeren Aufenthalts in Davos im Mai 1917 äusserte Ernst Ludwig Kirchner gegenüber dem Arzt Lucius Spengler den Wunsch, sich im Sommer auf eine einsame Alp zurückzuziehen, um von seinen Nervenlähmungen zu genesen. Mit seiner aus Berlin mitgebrachten Pflegerin, «Schwester Hedwig», mietete er eine von zwei Stafelalp-Hütten im Besitz des Bauern Johann Ruesch. Durch den Pferdefuhrwerkbetrieb war der Maler dort nicht gänzlich isoliert. Kirchner schilderte seinen Gesundheitszustand im Sommer 1917 als desolat. Trotzdem konnte er arbeiten. Neben wenigen Ölbildern schuf er elf Holzschnitte, von denen er im Folgenden Abzüge herstellte.
Vom Sanatorium Bellevue in Kreuzlingen reiste Kirchner im Juli 1918 erneut auf die Stafelalp, wo er wiederum eine Reihe von Ölbildern malte und Holzschnitte fertigte. Der mit Kirchner befreundete Künstler Henry van de Velde besuchte ihn auf der Alp, um über gemeinsame Pläne zu sprechen.
Zwischen Herbst 1918 und Herbst 1923 lebten Ernst Ludwig Kirchner und seine Lebensgefährtin Erna Schilling im Haus «In den Lärchen» in Frauenkirch. Von dort begab er sich mehrmals auf die Stafelalp, etwa im Frühling 1919, um die noch verschneite Landschaft zu malen. 1920 entstanden das Aquarell und das Ölbild «Alte Sennhütte», welche den Innenraum und die Feuerstelle in der alten Müller-Hütte darstellen. Ausserdem zeigt ein Selbstporträt aus dieser Zeit Kirchner vor dem Stubenofen der Ruesch-Hütte.
Nach 1920 gab es keine längeren Aufenthalte auf der Stafelalp mehr, und ab 1923 besuchte Kirchner den Ort nur noch sporadisch.

## Tourismus
Die Stafelalp liegt am Walserweg, einem Weitwanderweg durch Graubünden. Sie ist ausserdem in rund einer Stunde von Davos Frauenkirch auf dem Skulpturenweg oder über den knapp dreistündigen Höhenweg von der Schatzalp erreichbar. Das ganzjährig bewirtete Gasthaus auf der Stafelalp wird im Winter auf Ski- und Schneeschuhtouren aufgesucht. 